# Церковь Николая Чудотворца в Никольском-Долгорукове
Богородицерождественский храм (церковь Николая Чудотворца в Никольском-Долгорукове) — православный храм в селе Никольском Рузского городского округа Московской области. Относится к Рузскому благочинию Подольской епархии Русской православной церкви.

## История
Первые сведения о храме святителя Николая в селе Поскочино относятся к 1626 году, согласное которым церковь стояла без пения, то есть, за отсутствием священника, службы не совершались. В 1678 году новый владелец села, боярин Иван Михайлович Милославский, построил церковь заново. А в 1700 году его наследник, Алексей Петрович Прозоровский, построил каменную церковь, также во имя святителя Николая.
Судя по доступным документам, современное здание было начато в 1835 году и построено к 1838 году тщанием прихожан. Новая церковь была с двумя престолами: главный — святителя Николая и в тёплом приделе — Рождества Богородицы. Известно прошение, поданное 11 января 1838 года митрополиту Филарету Московскому священником, причтом и прихожанами о разрешении устроить иконостас во вновь построенной каменной церкви. В 1878—1880 годах, по проекту архитектора Николая Николаевича Васильева, были построены трапезная, колокольня и портики, устроен ещё один придел — Тихвинской иконы Божией Матери. К церкви была также приписана каменная часовня, построенная в 1859 году, в деревне Орешки.
Храм закрыли в советское время, в 1930-х годах сильно разрушилась, передана верующим в 1990-х годах.
В 2017—2018 восстановлена силами строительной компании «Реставратор». Вновь освящена 11 ноября 2018.